# Dvärgkällmossa
Dvärgkällmossa (Philonotis arnellii) är en bladmossart som beskrevs av Husnot 1890. Dvärgkällmossa ingår i släktet källmossor, och familjen Bartramiaceae. Enligt den finländska rödlistan är arten nära hotad i Finland. Arten är reproducerande i Sverige. Artens livsmiljö är andra skuggiga klippor. Inga underarter finns listade i Catalogue of Life.